# Al Bajda
Al Bajda (arabsko البيضاء, latinizirano: El-beida) je z 250.000 prebivalci (2010) eno največjih mest v vzhodni Libiji (Cirenajka).